# Гаскон (линеен кораб)
Гаскон (на френски: Gascogne) е проект за френски линеен кораб, четвърти кораб от типа „Ришельо“. Кръстен е в чест на едноименната провинция. Планиран за залагане в периода 1939 – 1941 г., строителството му е отменено. На 15 април 1940 г. премиер-министърът одобрява построяването на 2 линкора по доработен проект на типа Ришельо. През 1941 г. е планирано да се заложи първият, а през 1944 г. и вторият кораб. След поражението на Франция контрактът за построяването на линкорите е анулиран. Линкорите „Гаскон“ трябва да бъдат подобрена версия на линкорите „Ришельо“ (Richelieu), но проектът претърпява много сериозни конструктивни изменения, кулата е преместена към кърмата, и той малко напомня на предшественика си, затова в някои източници „Гаскон“ се определя като отделен тип линкори.

## История на проекта
За подобряване на тегловите показатели на проектирания линкор е дадено задание на фирмата „Луар“. В процеса на работа се предлага да се измени разположението на зенитните оръдия, оръдията на ГК и се намали теглото на кораба. По своите габаритни размери новият линкор „Гаскон“ трябва да повтаря „Ришельо“, но кулите на ГК да са разположени по традиционната схема – на носа и на кърмата. Изменено е и разположението на кулите на средния калибър – две се намират вече издигнати на над носовата кула, а третата над кърмовата. По-удачно са разположени зенитните оръдия за сметка на съкращаването на 152-мм оръдия. 37-мм сдвоени оръдия са в закрити установки. Поради преместването на въоръжението е увеличена бронираната цитадела. С цел намаляване на теглото е решено да се изтъни бронираният пояс от 330 до 320 мм, а главната бронирана палуба от 150 – 170 до 140 – 150 мм. Бронирането на куполните барбети е увеличено до 150 – 155 мм. Най-видимите разлики между „Гаскон“ и „Ришельо“ са изменението на разположението на кулите на главния и средния калибри и преместването с 19,4 м към носа на енергетичната установка.
Авиационното въоръжение е: 2 самолета в подпалубен хангар; зад хангара кран за изваждането на хидросамолетите от водата и един въртящ се катапулт.
Проектът за линкора „Гаскон“ е напълно разработен и корабът е готов за залагане през 1939 г.
Едновременно вървят и проектните работи за по-големите и по-защитени линейни кораби тип „Елзас“. Разглеждат се три варианта: Тип № 1 (40 хил. тона), Тип № 2 (42,5 хил. тона), Тип № 3(45 хил. тона). На 15 април 1940 г. френският парламент одобрява построяването на четири линкора от Тип № 3 и са даже избрани техните наименования: „Елзас“, „Норманди“, „Фландр“ и „Бургун“. Тогава са предложени за построяване два кораба от типа „Гаскон“, но те не получават наименования.
Линкорът „Gascogne“ е планиран за залагане на 16 юни 1939 г. Поради недостатък на материали през 1939 г., залагането е пренесено за април 1940 г. Към април 1940 има налични само 6% от необходимите металоконструкции и през юни 1940 г. залагането отново е отложено. Към този момент Франция води бойни действия на своя територия. След превземането от немците на Сен Назер, подготвените за кораба материали са обявени за военен трофей „S“, които те използват за свои нужди.

## Въоръжение
Главен калибър:
- 8×380 мм оръдия 380 mm/45 Model 1935 в две четириоръдейни куполни установки (на носа и на кърмата)

Зенитно:
- 16 х 100-мм в 8 сдвоени установки,
- 20 х 37-мм автомати в сдвоени и четирицевни установки и
- 20 х 13,2-мм в четирицевни установки.
- 18 × 2 – 13,2-мм сдвоени картечници в закрити установки

## Брониране
В процеса на проектиране е направено снижение на теглото на бронята на кораба чрез преразпределение на бронирането и изтъняване на главния пояс и броневата палуба.
- Главен пояс – 320 мм;
- преграда – 30…50 мм;
- главна палуба – 140…150 мм;
- долна палуба – 40…50 мм;
- кули на ГК 430 мм (чело), 300 мм (страни), 170 – 195 мм (покрив);
- барбети – 405 мм;
- оръдейни кули със 152-мм оръдия – 155 мм (чело), 150 мм (борд, покрив);
- рубка – 340 мм

## Силова установка
Аналогична като на линкорите от типа „Ришельо“ – шест котела „Индрет“, четири турбини Парсънс със сумарна мощност 150 000 к.с. (110 МВт), въртящи четири гребни винта. Оценъчната скорост на ход: 31 възела (57 км/ч).

## Оценка на проекта
Този тип съчетава в себе си силните страни на линкорите от типа „Ришельо“, като огнева мощ и добра защитеност, и висока скорост на хода. Водоизместимостта и размерите са същите като на линкорите от типа „Ришельо“. За разлика от „Ришельо“, има по-балансирано разпределение на теглото и удачно разположена зенитна артилерия. Той би могъл да стане най-мощният и балансиран кораб сред своите връстници, сравним по мощ с по-тежките „Бисмарк“, с малко отстъпвайки на най-големите „Айова“ и „Ямато“.